# Justicia elliotii
Justicia elliotii är en akantusväxtart som beskrevs av Spencer Le Marchant Moore. Justicia elliotii ingår i släktet Justicia och familjen akantusväxter. Inga underarter finns listade i Catalogue of Life.